# 东洋拓殖株式会社奉天支店旧址
东洋拓殖株式会社奉天支店是大日本帝国于1908年创办的东洋拓殖在中国辽宁沈阳建造的分店大楼，其旧址位于中国辽宁省沈阳市和平区中山路101号甲。2013年，成为第七批全国重点文物保护单位——沈阳中山广场建筑群项目之一。现为沈阳市总工会使用。

## 历史
东洋拓殖株式会社奉天支店是东洋拓殖设在沈阳的特殊金融机构,初始经营范围以农牧业为主，而后扩大到工业、不动产、城市基建等方面。 1917年10月,东洋拓殖株式会社在奉天满铁附属地内设立分店,并于1926年大楼落成后迁此办公。九一八事变次日，关东军将司令部由旅顺搬迁至奉天并入驻大楼。1950年4月至1954年8月，东北人民政府统计局入驻大楼。1960年11月，大楼成为沈阳市总工会的办公地点，并沿用自今。

## 建筑
东洋拓殖株式会社奉天支店大楼始建于1922年，由日本人设计并建造，建筑为钢筋混凝土结构地上三层，建筑面积为3337平方米。大楼立面呈三段对称式结构，为具有折中主义建筑特点的法国古典主义风格。大楼主入口上方有4组科林斯双柱式装饰，而正门前有一对日式石柱，大楼外墙为水刷石与瓷砖相配合装饰并配有日式装饰的外墙窗框。